# Ścinawa (Oława)
Pour l’article homonyme, voir Ścinawa.
Ścinawa est une localité polonaise de la gmina et du powiat d'Oława en voïvodie de Basse-Silésie.